# Герб Дрогобича
Герб Дрого́бича — офіційний геральдичний символ міста Дрогобич Львівської області, затверджений рішенням IX сесії міської ради від 22 вересня 1992 року, повторно — рішенням XXII сесії міської ради III скликання за №585 від 25 травня 2001 року.

## Опис
У синьому полі щита дев'ять срібних соляних топок в три ряди — в горішньому чотири, в середньому три, в нижньому — дві.
Офіційний герб складено на так званому англійському щиті. Версія, що використовує іспанський щит, який є основою української геральдичної традиції, є неофіційною.

## Історія
Згідно з народними переказами, першим символічним знаком міста Дрогобича княжих часів був віз, наповнений сіллю. Сам віз у цей час був одночасно і мірою ваги, адже це полегшувало працю митникам. Жодних документальних підтверджень існування такого герба немає.

### Перший герб

Сучасна реконструкція герба польського періоду

Першою писемною згадкою про герб Дрогобича вважають напис польською мовою у костелі апостола Варфоломія та Діви Марії: "Казимир ІІІ Великий король польський по злученню Русі з Польщею в році 1339 надає місту Дрогобичу права, дає за герб міста топи соляні. Визначив на костел парафіяльний для осілих в Дрогобичі католиків латинських церкву Руської Панни Марії".
В першій половині XIV століття Дрогобич отримав право на свій герб.
Герб польського періоду характеризується спочатку сімома, а пізніше дев'ятьма топками солі. Зазначається, що у XVI столітті на гербі міста їх було сім (1:3:3), а згодом - дев'ять.
Згідно однієї версії кількість топок символізує вісім передмість і одне середмістя, з яких на той час складався Дрогобич. згідно іншої - дев'ять топок солі символізують дев'ять жуп (солеварень).
Перші геральдичні пам'ятники із зображенням герба Дрогобича датовані XVI століттям (документи 1525 і 1574 років опубліковані В. Віттігом), який описував стародавні печатки як герби із зображенням 9 цеглинок. Однак низка дослідників вважають, що на гербі зображалися 9 соляних топок.
На печатках 18 століття іноді зображалися лише 7 топок солі, або навіть 6 "пірамідок". Сучасна реконструкція цього герба – у синьому щиті дев'ять (4:3:2) срібних соляних топок.
"Топка" - специфічна назва конусоподібних шматків солі, які отримували шляхом випарювання збагаченого сіллю водного розчину (рапи).

### Австрійський герб

Австрійський герб

26 червня 1788 року австрійський імператор Йосиф ІІ надає Дрогобичу дещо змінений герб. На голубому тлі зображено дев'ять золотистих діжок солі в три ряди: в горішньому чотири, в середньому - три і в нижньому - дві.
Замість топок у гербі розмістили дев'ять діжок, оскільки на той час дрогобицька жупа (солеварня) випускала продукцію в діжках.

### Радянський герб

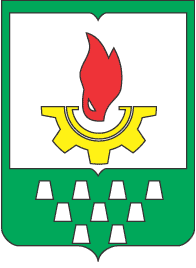
Радянський герб

Затверджений 15 вересня1967 року рішенням №515 виконавчого комітету міської ради. Автори — Віталій Іванович Бабич, Анатолій Варфоломійович Левенець.
У зеленому полі на срібній розкритій книзі половина шестірні і полум'я в чаші. Під книгою дев'ять (4:3:2) топок солі.
"Дрогобич — великий центр машинобудування, нафтопереробки, хімічної і легкої промисловості, освіти і культури. Ці сучасні особливості міста відбиті в розгорнутій книзі, на тлі якої зображені частина шестерні і полум'я в чаші. 9 топок солі — символ старого герба. Зелений колір — символ лісів."

## Використання герба

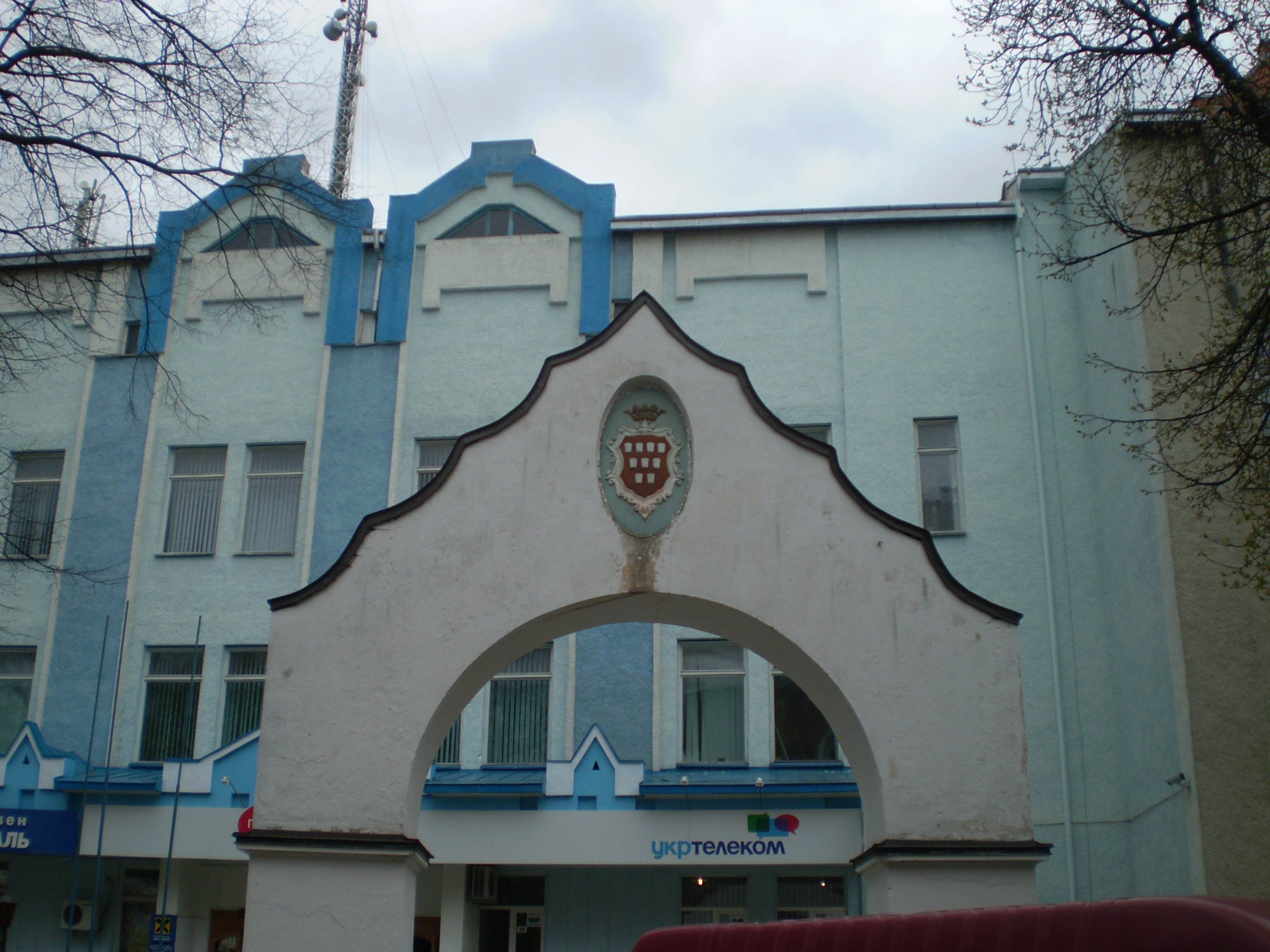
Арка з гербом Дрогобича костелу святого Варфоломія
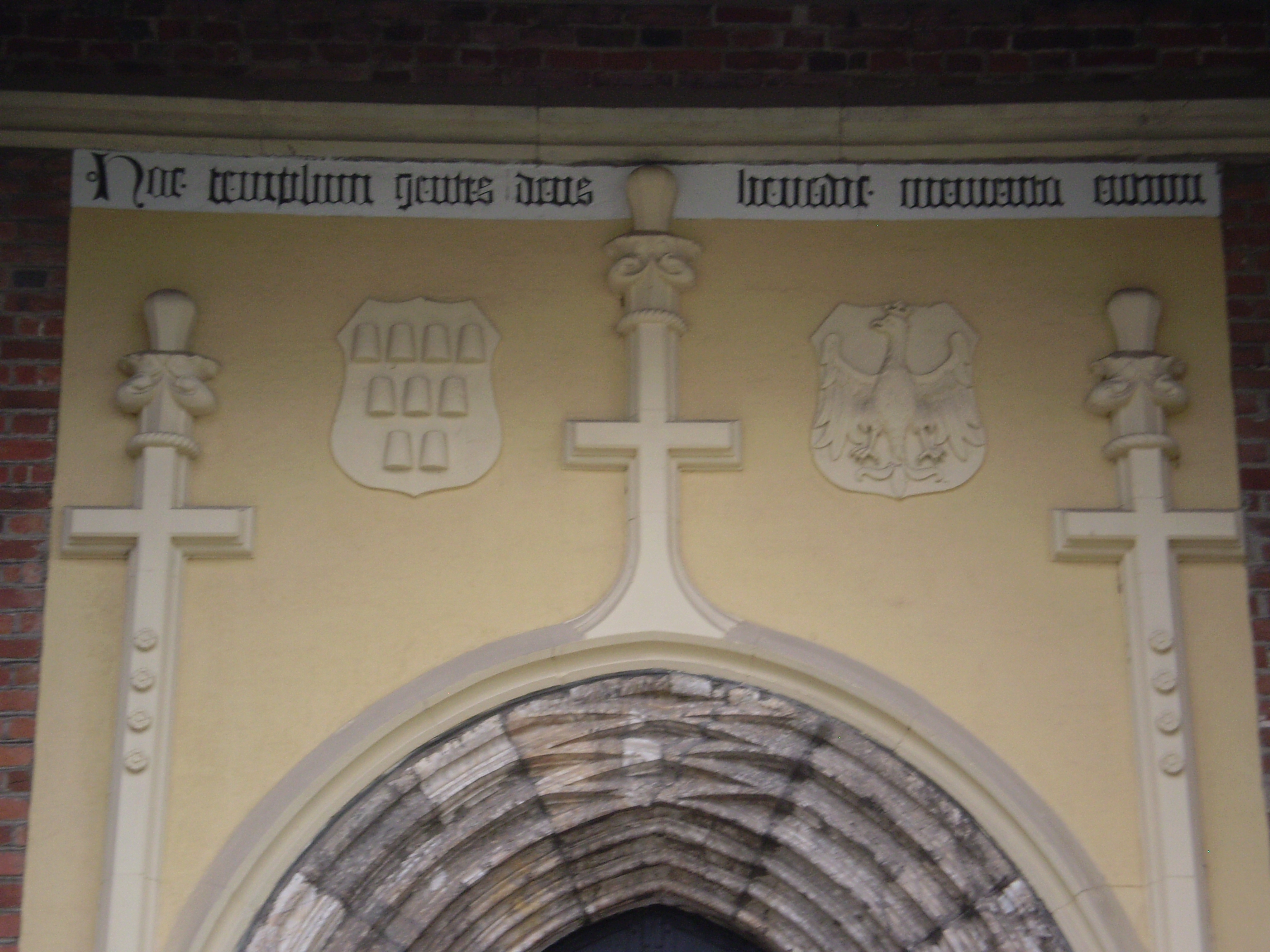
Зображення герба Дрогобича на стіні костелу святого Варфоломія
Герб Дрогобича на Дрогобицькій ратуші
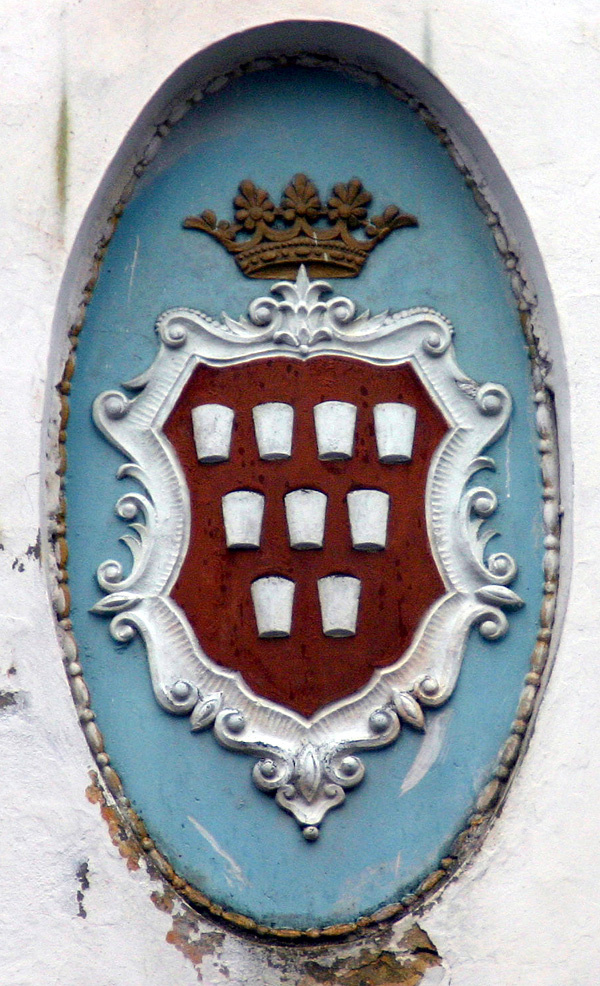
Герб Дрогобича з внутрішнього боку арки костелу святого Варфоломія